# Liliana Cárdenasová
Norma Liliana Cárdenasová Meléndezová (* 8. srpna 1998) je původem kubánská zápasnice – judistka, která od dorosteneckého věku reprezentuje Mexiko.

## Sportovní kariéra
Je rodačkou z Kuby. Do Mexika přišla v roce 2008 za svých otcem Alfonsem, který od roku 1999 v Guadalajaře rozjížděl judistický tréninkový program. V mexické ženské reprezentaci se pohybuje od svých 16 let. Startuje v polotěžké váze do 78 kg.

## Výsledky
| Olympijské hry          |     |     |     | —   |    |   |  |  |  |  |  |  |  |  |  |  |  |  |  |  |  |  |  |
| Mistrovství světa       | —   | —   | —   |     | —  | — |  |  |  |  |  |  |  |  |  |  |  |  |  |  |  |  |  |
| Panamerické hry         |     |     | 7.  |     |    |   |  |  |  |  |  |  |  |  |  |  |  |  |  |  |  |  |  |
| Panamerické mistrovství | —   | úč. | úč. | úč. | 3. | — |  |  |  |  |  |  |  |  |  |  |  |  |  |  |  |  |  |
| Středoamerické a k. hry |     | —   |     |     |    | — |  |  |  |  |  |  |  |  |  |  |  |  |  |  |  |  |  |
| MS juniorů              | úč. | —   | —   |     | —  | — |  |  |  |  |  |  |  |  |  |  |  |  |  |  |  |  |  |
| MS dorostenců           | úč. |     | —   |     |    |   |  |  |  |  |  |  |  |  |  |  |  |  |  |  |  |  |  |